# 墨西哥同性婚姻

墨西哥各州对同性关系的承认
同性婚姻在该州全境合法。
法院要求同性婚姻的合法性。
承認其他州的同性婚姻。

允許同性伴侶收養的州
允許共同收養。
允許同性婚姻，但不允許同性收養。

墨西哥同性婚姻是各州分别立法處理。2015年6月12日，墨西哥最高法院裁定州法律禁止同性婚姻違憲。由於該裁決的性質是法學見解（jurisprudential thesis），用於提供法院在特定法律問題上的見解和立場，無法直接讓州法律無效，因此被拒絕結婚登記的同性伴侶仍必須向法院申請個別禁制令的補救措施，要求禁止的州發給結婚證書。此裁決被認為是技術性地達成全國承認同性婚姻。在2022年10月26日墨西哥的塔毛利帕斯州國會通過同性婚姻立法，至此全國通過同性婚姻（墨西哥全國有1區31州）。
在州和聯邦區的層級，墨西哥城、金塔納羅奧州、科阿韋拉州、奇瓦瓦州、納亞里特州、哈利斯科州、坎佩切州、科利馬州、米卻肯州、莫雷洛斯州、下加利福尼亞州、普埃布拉州、恰帕斯州、瓦哈卡州、聖路易斯波托西州、新萊昂州、伊達爾戈州、南下加利福尼亞州、阿瓜斯卡連特斯州、特拉斯卡拉州、錫那羅亞州、索諾拉州、克雷塔羅州、瓜納華托州、薩卡特卡斯州、尤卡坦州、哈利斯科州、韋拉克魯斯州、杜蘭戈州、墨西哥州、塔巴斯科州、格雷羅州、塔毛利帕斯州以州議會立法、行政命令或司法裁決的方式，通過同性婚姻。
2016年5月17日，時任墨西哥總統恩里克·培尼亞·涅托於國際不再恐同日宣布修憲推動全國保障同性婚姻。同年9月，墨西哥天主教組織國家家庭陣即在墨西哥各大城市舉辦反同婚遊行，支持同婚立法的群眾在隔週亦舉行遊行支持